# تیموتی مک‌وی
تیموتی جیمز مک‌وِی (به انگلیسی: Timothy James McVeigh) متولد ۲۳ اوریل ۱۹۶۸، شهروند آمریکایی و عامل انفجار اوکلاهماسیتی در سال ۱۹۹۵ بود. او به عنوان یک کهنه سرباز آمریکایی، ۱۱ مورد اعمال خلاف قانون در سابقه خود داشت. مک‌وی در پی این بمب گذاری که موجب کشته شدن ۱۶۸ تن شد، با رای دادگاهی در شهر دِنوِر ایالت کلرادو به اعدام محکوم شد و در تاریخ ۱۱ ژوئن ۲۰۰۱ به‌وسیله تزریق کشنده، حکم او به اجرا درآمد.
گفته می‌شود که مک‌وی با گروه‌های رادیکال شبه‌نظامی که در آمریکا به «جنبش میلیشیا» (militia movement) معروفند و تعبیری خاص از سیاست دارند، در ارتباط بود. گروه‌های میلیشیا خود را مدافع ارزش‌های سنتی و قدیمی در آمریکا و علیه آنچه «فشار و ستم حکومت وقت» می نامند، می‌دانند. برخی از آنان که از دهه هفتاد میلادی به بعد رشد کردند، عقاید فاشیسم و یهودستیزی را برگرفتند، چنانکه برخی با این عقیده که دولت آمریکا توسط یهودیان صهیونیست اداره می‌شود، کتابهای نئو نازیستی را تبلیغ می‌کردند.
بمب گذاری تروریستی تیموتی مک‌وی در یک ساختمان فدرال در اوکلاهما در تاریخ ۱۹ آوریل ۱۹۹۵ روی داد، این روز به خاطر مطابقت با روز «نبرد لکسینگتون و کنکورد» در جریان انقلاب آمریکا در سال ۱۷۷۵، به منظور گرامیداشت آن انتخاب شده بود. هر چند هیچ‌کدام از گروه‌های شبه نظامی یا میلیشیا به‌طور خاص در این بمب گذاری شرکت نداشتند، مک وی و همراهان او با این گروه‌ها در میشیگان و سایر جاها در ارتباط بودند و در افکار عمومی آمریکا، پس از این رویداد، نوعی بدبینی و دشمنی با گروه‌های میلیشیا پدیدار گشت و این بمب گذاری نقطه عطفی در تاریخ این جنبش شد. به این علت و همچنین پس از برخوردها و سخت گیریهای دولت، در پایان دهه نود میلادی تعداد اعضای این جنبش بسیار کاهش یافت و به حدود ۲۰۰ نفر رسید.

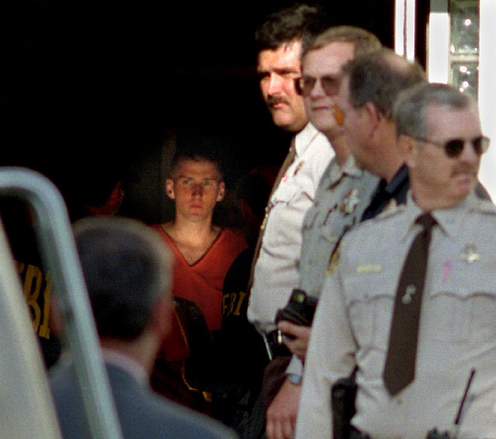